# Henri Fougerat
Pour les articles homonymes, voir Fougerat.
Henri Fougerat, né le 19 octobre 1909 à Barbezieux et mort pour la France le 12 juin 1944 à Bolsena, est un militaire et résistant français, compagnon de la Libération. Officier issue de Saint-Cyr, il refuse la défaite en 1940 et s'engage dans les forces françaises libres. Après avoir combattu en Afrique, il participe à la conquête de l'Italie au cours de laquelle il est tué.

## Biographie

### Jeunesse et engagement
Fils de notaire, Henri Fougerat naît le 19 octobre 1909 à Barbezieux en Charente. Après des études secondaires à La Rochelle, il entre au collège Saint-Charles de Saint-Brieuc afin de préparer son entrée à l'École navale. Admissible à l'écrit mais échouant à l'oral pour intégrer la Marine, Henri Fougerat se tourne vers l'Armée de terre et entre à l'École spéciale militaire de Saint-Cyr en 1930 dans la promotion "Joffre". Sorti sous-lieutenant en 1932, il est affecté au 3e régiment d'infanterie coloniale puis l'année suivante au 6e régiment de tirailleurs sénégalais stationné au Maroc. En 1935, il est muté au 36e Goum mixte marocain et participe à la campagne du Maroc jusqu'en 1937 où il retourne brièvement en métropole. Promu lieutenant en 1938, il est envoyé au Dahomey où il sert au 8e bataillon de tirailleurs sénégalais.

### Seconde Guerre mondiale
Toujours en poste en Afrique lors de la déclaration de la seconde guerre mondiale, il refuse la défaite de 1940 et, le 8 juillet, fuit vers le Nigeria britannique où ils s'engage dans les forces françaises libres. Dans la nuit du 26 au 27 août 1940, il fait partie d'un groupe d'une vingtaine d'hommes commandés par le commandant Leclerc qui débarque à Douala et qui parvient à obtenir le ralliement du Cameroun, du Tchad et du Congo à la France Libre. Il est ensuite affecté au 3e bataillon du régiment du Cameroun après avoir été promu capitaine. Avec cette unité, renommée Bataillon de marche no 4 (BM4), il participe à la campagne d'Afrique de l'est en Éthiopie. Après un passage en Somalie et au Liban, il est ensuite engagé dans la campagne de Tunisie. À l'issue de celle-ci, le BM4, intégré à la toute nouvelle 1re division française libre, stationne à Nabeul pour suivre plusieurs mois d'entraînement et d'instruction en vue d'un débarquement en Europe. À la fin de cette période d'entraînement, Henri Fougerat, promu chef de bataillon, prend le commandement du BM4 et conduit celui-ci vers la campagne d'Italie à partir d'avril 1944.
Après des combats dans les régions du Liri et de Pontecorvo, il s'illustre sur le Rio Forma Quesa où il inflige de lourdes pertes à l'ennemi. Il combat ensuite à Tivoli avant de participer à la prise de Castel Morrone le 20 mai 1944 et à celle de Montefiascone le 10 juin suivant. Le 12 juin 1944, alors qu'il se trouve en reconnaissance à l'avant des troupes, Henri Fougerat est tué, atteint par les coups de la mitrailleuse d'un char Panther. D'abord inhumé dans le cimetière italien de Viterbe puis dans le cimetière militaire français de Monte Mario, son corps est rapatrié en France en 1948 et repose depuis dans le caveau familial de Barbézieux.

## Décorations
|  |  |  |  |  |  |
|  |  |  |  |  |  |

| Chevalier de la Légion d'honneur                 | Chevalier de la Légion d'honneur | Chevalier de la Légion d'honneur | Compagnon de la Libération | Compagnon de la Libération | Compagnon de la Libération | Croix de guerre 1939-1945 | Croix de guerre 1939-1945 | Croix de guerre 1939-1945 |
| Médaille de la Résistance française Avec rosette |                                  |                                  |                            |                            |                            |                           |                           |                           |

## Hommages
- Au collège Saint-Charles de Saint-Brieuc, son nom figure sur une plaque commémorant les anciens élèves de l'école morts pour la France[5].
- Dans sa ville natale de Barbezieux, une rue est baptisée en son honneur[6]. Son nom est également inscrit sur le monument aux morts de la commune ainsi que sur une plaque commémorative dans l'église Saint-Mathias[7],[8].